# Vụ ám sát tình báo CIA tại Trung Quốc năm 2010–2012
Trong khoảng thời gian từ năm 2010 đến 2012, các mạng lưới gián điệp của Cơ quan Tình báo Trung ương Hoa Kỳ (CIA) đã bị lực lượng tình báo Trung Quốc triệt phá do một vụ rò rỉ thông tin tình báo. Hoạt động thu thập tin tức của Hoa Kỳ tại quốc gia này đã bị gián đoạn trong nhiều năm sau đó.
Một số lượng lớn cộng tác viên của CIA đã bị sát hại, trong khi nhiều người khác bị bắt giam. Ban đầu, nguồn tin từ các cựu quan chức chính phủ Mỹ ước tính đã có khoảng 18 đến 20 nội gián bị bắt hoặc bị giết. Sau này, đánh giá mới của Foreign Policy dựa trên nhiều nguồn tin cho rằng ít nhất 30 nội gián đã mất tích. Vụ việc được coi là một trong những thất bại nghiêm trọng nhất của CIA trong lĩnh vực tình báo suốt nhiều thập kỷ. Theo các quan chức Mỹ, số lượng người mất tích trong giai đoạn này gần tương đương với thiệt hại từng xảy ra tại Liên Xô do các vụ rò rỉ từ Aldrich Ames và Robert Hanssen.

## Nguyên nhân vụ rò rỉ
Nguyên nhân dẫn đến vụ rò rỉ an ninh khiến mạng lưới tình báo bị phá hủy đã gây nhiều tranh cãi trong quá trình điều tra sau đó của cơ quan tình báo Hoa Kỳ.

### Nội gián
Một số điều tra viên nghi ngờ rằng một kẻ phản bội trong CIA đã tiết lộ danh tính các cộng tác viên. Tháng 1 năm 2018, một cựu sĩ quan CIA tên là Jerry Chun Shing Lee đã bị bắt và sau đó nhận tội, bị tình nghi là người đã giúp triệt phá mạng lưới này.

### Tấn công vào hệ thống liên lạc
Tạp chí Foreign Policy đưa tin rằng CIA đã mắc sai lầm nghiêm trọng với hệ thống liên lạc được sử dụng để liên lạc với các cộng tác viên tại Trung Quốc. Hệ thống này vốn được phát triển cho các chiến dịch ở Trung Đông và được mang sang sử dụng tại Trung Quốc, dưới giả định rằng nó sẽ khiến CIA "bất khả xâm phạm".
Vào tháng 11 năm 2018, Yahoo News đưa tin rằng hệ thống liên lạc bị xâm nhập bao gồm các trang web, một số trong đó đã bị lộ thông qua việc khai thác các truy vấn tìm kiếm Google được thiết kế cẩn thận – kỹ thuật này được gọi là "Google hacking".
Đến tháng 9 năm 2022, Reuters công bố ảnh chụp màn hình của chín trang web cụ thể thuộc hệ thống liên lạc này, vốn bao gồm hơn 350 trang web tất cả. Các trang web được viết bằng nhiều ngôn ngữ khác nhau, cho thấy hệ thống này được dùng để liên lạc với các điệp viên CIA tại ít nhất 20 quốc gia, không chỉ ở Iran và Trung Quốc mà còn ở Brazil, Nga, Thái Lan và Ghana.

## Hậu quả
CIA đã gặp nhiều khó khăn trong việc tái thiết mạng lưới tình báo của mình tại Trung Quốc; theo lời các quan chức, nỗ lực này vừa tốn kém vừa mất nhiều thời gian. Nguyên nhân dẫn đến vụ rò rỉ khiến các điệp viên bị sát hại vẫn còn gây tranh cãi giữa các nhà điều tra: một số tin rằng có nội gián đứng sau, trong khi những người khác cho rằng hệ thống liên lạc của CIA đã bị tin tặc xâm nhập.
Năm 2023, Giám đốc CIA William Burns tuyên bố rằng cơ quan này đã "đạt được tiến triển" trong việc khôi phục các mạng lưới tình báo tại Trung Quốc.